# 日本図書センター
株式会社日本図書センター（にほんとしょセンター）は、日本の東京都にある出版社。

## 沿革
株式会社日本図書センターは1975年（昭和50年）に創立された。
出版点数は約1700点〔2005年（平成17年）4月時点〕にわたる。1987年（昭和62年）から朝日新聞社との契約で刊行されている朝日新聞縮刷版の覆刻版を出版している。
他社から出た本の復刊シリーズとして以下のものがある。
- 作家の自伝（シリーズ人間図書館）- 文学者の自伝本の復刊・全110巻
- 人間の記録 - 各界著名人の自伝本の復刊・全200巻[2]
- さんすうだいすき - ほるぷ出版からの復刊[3]
- こんなこいるかな - 講談社からの復刊[4]